# Spinnakertrompete

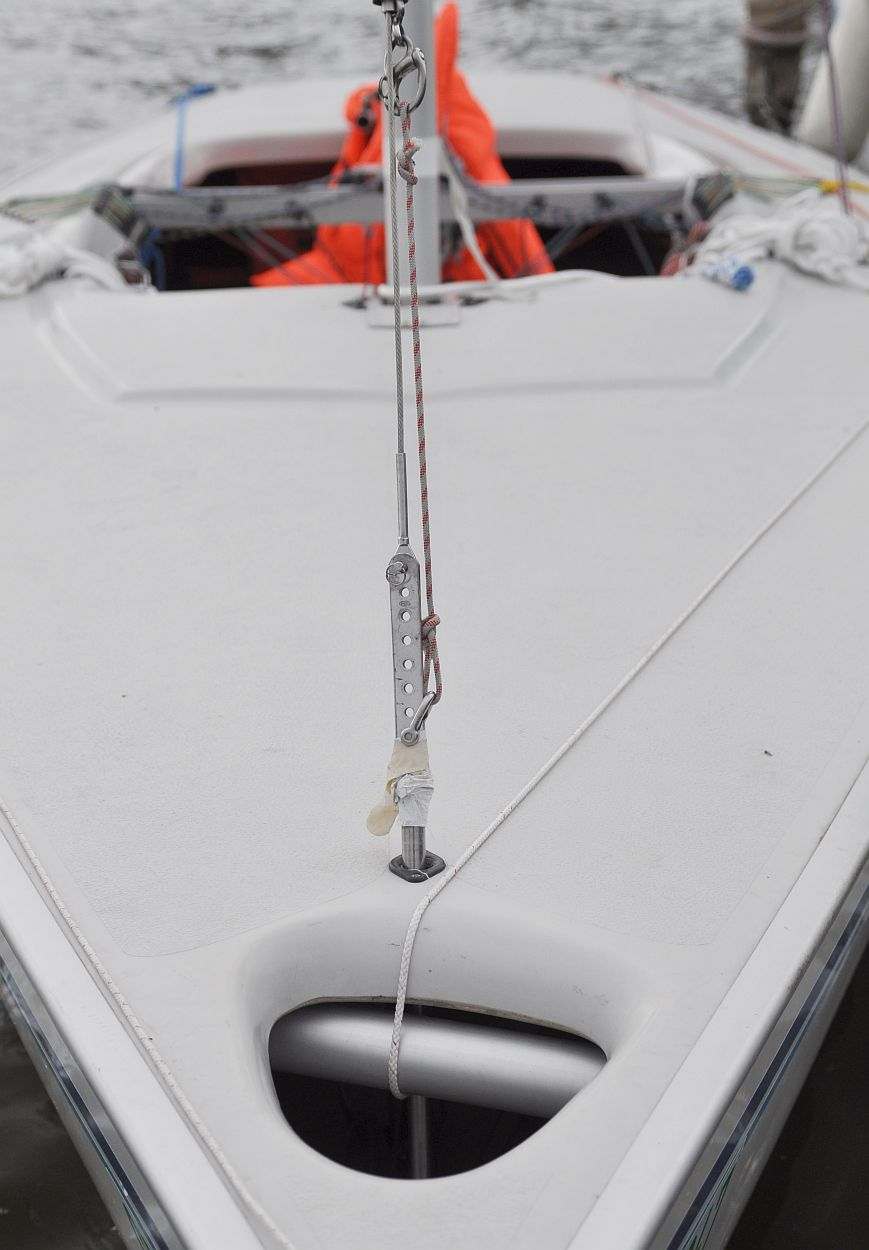
Spinnakertrompete (unten) im Deck einer Dyas

Eine Spinnakertrompete dient auf Jollen und Kielbooten dazu, einen Spinnaker oder Gennaker schnell und sicher setzen und bergen zu können.
Dazu ist eine abgerundete, trichterförmige Vertiefung im Bug des Bootes eingelassen, deren Form der Spinnakertrompete auch den Namen gab. Sie leitet das an der Bergeleine geführte Segel in eine sich anschließende Röhre oder einen Tuch- bzw. Netzschlauch, der zum Verstauen des Segels dient.
Die zum Spinnaker gehörende Bergeleine, die an einem oder bei großen Segeln auch mehreren Tuchschlaufen – den so genannten Bergeösen – befestigt wird, ist zumeist gleichzeitig das Spinnakerfall (endloses System).
Damit der Spinnaker leichter durch die Spinnakertrompete gleiten kann, sollte er aus silikonbeschichtetem Tuch gefertigt sein.